# Biom
Et biom er en ensartet, økologisk sammenhæng, der findes over et mægtigt område, så som tundra eller steppe. Biosfæren omfatter alle Jordens biomer – samtlige steder, hvor liv er muligt – fra de højeste bjerge til oceanernes bund.
Økosystemer er ikke isolerede fra hinanden, og de er i virkeligheden nøje forbundne. F.eks. kan vand cirkulere mellem økosystemer via vandløb eller havstrømme. Vand er et flydende levested, der selv afgrænser økosystemer. Nogle arter, som f.eks. laks eller ål bevæger sig mellem havsystemer og ferskvandsystemer. Disse forhold mellem økosystemer førte til, at man dannede begrebet biom.
Selv om det forenkler en mere kompliceret sammenhæng, giver længdegrader og breddegrader en godt tilnærmet beskrivelse af biodiversiteten i biosfæren. Meget generelt sagt aftager frodigheden i biodiversiteten (både for dyr og planter) fra ækvator (som f.eks. i Brasilien) og i retning af polerne.
Biomerne svarer ret nøje til opdelinger af kloden i forhold til breddegraderne fra ækvator til polerne, men under påvirkning af miljøet (vand, land, bjerge osv.) og klimaet. Det skyldes, at opdelingen stort set bygger på arternes tilpasning til temperatur og fugtighed. For eksempel finder man kun havets planter i den del, som kaldes den fotiske zone (hvor lyset kan trænge igennem), mens man hovedsageligt finder nåletræerne, hvor der er bjerge eller højt mod nord.
En anden måde at vise disse forskelle på er at bruge begrebet økozone, som i dag er meget veldefineret, og som i store træk følger kontinenternes grænser. Disse zoner er på deres side inddelt i økoregioner, hvor afgrænsningen i visse tilfælde er mere omdiskuteret. Pointen er dog den, at man kan genfinde eksempler på de fleste biomer inden for flere økoregioner. F.eks. finder man nåleskov i palæarktiske, i den nearktiske og i den neotropiske zone.

## Oversigt over biomerne
| Isørkener Tundra Taiga Løvskove Stepper Subtropiske regnskove | Mediterrane biomer Monsunskove Ørkener Tørre buskstepper Tørre stepper Halvørkener | Græssavanner Skovsavanner Subtropiske tørkeskove Tropiske regnskove Alpine tundraområder Bjergskove |

Hos WWF Verdensnaturfonden har man defineret et system bestående af 14 forskellige land-biomer på baggrund af en rapport fra en gruppe biologer i 2001.
- 01 Tropisk og subtropisk, fugtig løvskov (Regnskov)
- 02 Tropisk og subtropisk, tør løvskov
- 03 Tropisk og subtropisk nåleskov
- 04 Tempereret løvfældende skov
- 05 Tempereret nåleskov
- 06 Taiga (Boreal nåleskov)
- 07 Tropisk og subtropisk græsområde (Savanne, Busksteppe…)
- 08 Tempererede græsområde (Prærier, Pampas, Stepper…)
- 09 Oversvømmet græsområde og savanne
- 10 Græsområde og buskads i bjergegne (Sæter)
- 11 Tundra
- 12 Mediterrane skove, skovområder, og krat (Chaparral, Stedsegrøn løvskov, Maki, Garigue…)
- 13 Ørkener
- 14 Mangrove